# Pseudogyrtona stipata
Pseudogyrtona stipata là một loài bướm đêm trong họ Noctuidae.